# Elsie
Elsie – wieś w Stanach Zjednoczonych, w stanie Nebraska, w hrabstwie Perkins.